# Olivia d'Abo
Olivia d'Abo (Londen, 22 januari 1969) is een Britse
actrice, zangeres en liedschrijfster.

## Biografie
Olivia d'Abo werd in 1969 geboren in de Britse hoofdstad Londen. Haar vader Mike d'Abo was
radiopresentator en zanger bij Manfred Mann en haar moeder Maggie London was model en actrice.
Ze heeft nog een oudere en een jongere broer en twee jongere tweelingzusters.
In 1976 verhuisde Olivia met het gezin naar Taos. Op haar dertiende
verhuisde de familie d'Abo naar Los Angeles waar ze begon te acteren in televisiereclameboodschappen
.
Olivia is getrouwd met producer-liedschrijver Patrick Leonard met wie ze op 11 november 1996 een zoon Oliver kreeg.
Haar carrière als actrice begon in 1984 naast Arnold Schwarzenegger in de film Conan the Destroyer. Ze werd bekend met haar rol van Karen in de televisieserie The Wonder Years die ze van 1988 tot 1993 speelde.
Verder speelde ze in vele televisiefilms en -series. Meer recent leende ze ook haar
stem aan animatieseries als Tarzan & Jane in 2002.